# Партия сириакского союза
Па́ртия сириакского сою́за (сир. ܓܒܐ ܕܚܘܝܕܐ ܣܘܪܝܝܐ ܒܣܘܪܝܐ, араб. حزب الإتحاد السرياني في سورية‎; сокр. ПСС) — официально зарегистрированная политическая партия в Сирийской Арабской Республике. Наряду с Мтакастой позиционирует себя как организация, представляющая интересы ассирийского меньшинства в этой стране. Основана 1 октября 2005 года. С началом в стране вооруженного конфликта находится в оппозиции режиму Башара Асада. Входит в состав Национального координационного комитета (НККДП) — официально разрешенной сирийскими властями организации умеренной коалиции левого толка.

## История
Партия была образована 1 октября 2005 года. За несколько месяцев до этого в соседнем Ливане начались массовые акции протеста против присутствия в стране сирийских войск, получившие название «революции кедров». На волне антиправительственных выступлений 29 марта в Ливане была сформирована аналогичная партия с тем же названием. Её заявленная цель — защита ассирийского меньшинства вне зависимости от принадлежности к православной или католической деноминациям. В настоящее время ливанское отделение партии возглавляет Ибрагим Мурад, а сама партия входит в состав Коалиции 14 марта — объединения различных оппозиционных движений и организаций времен революции кедров, выступавших против просирийской политики страны.
В марте 2011 года на волне арабской весны антиправительственные выступления вспыхнули и в самой Сирии. С их началом партия присоединилась к сирийской оппозиции. В знак протеста против действий правительства Башара Асада 15 августа 2012 года сторонники партии устроили штурм здания сирийской дипмисии в Стокгольме. Многие из них впоследствии были задержаны шведской полицией. В это время у ПСС появляются собственные силы самообороны — христианское ополчение «Суторо» (официально — Ассирийское управление безопасности), целью которого является защита ассирийских общин от разорения радикальными исламистами. Первые отряды были сформированы в 2012 году в городах Эль-Кахтания и Дерик (Эль-Маликия) . Суторо тесно сотрудничает с формированиями курдских регионалистов, в частности — с Отрядами народной самообороны (YPG).
Суторо не следует путать с «Сирийским управлением обороны» — другим христианским ополчением из Эль-Камышлы. Это — проправительственная организация, лояльная сирийским властям, на сирийском языке имеет точно такое же название, однако не имеет никакого отношения ни к ПСС, ни к курдам. В неё входят местные ассирийцы и армяне, исповедующие христианство. Суторо считает, что это одноимённое ополчение откололось от ПСС, в то время как сами ополченцы из Эль-Камышлы это отрицают.

### Ассирийский военный совет
Военизированное крыло партии — Ассирийский военный совет (Mawtbo Fulhoyo Suryoyo, сокр. МФС), было сформировано в феврале 2013 года в самый разгар конфликта. Организация действует преимущественно в густонаселенных районах провинции Хасеке на северо-востоке страны. Совместно с курдскими формированиями её бойцы неоднократно принимали участие в совместных операциях против радикальных исламистских группировок, таких как «Фронт ан-Нусра» и «Исламское государство» (ИГ). В январе 2014 года МФС влилась в состав Отрядов народной самообороны. На данный момент численность организации составляет более двух тысяч человек.

## Репрессии
Несмотря на то, что партия имеет официальную регистрацию, после начала конфликта её члены стали подвергаться репрессиям со стороны властей страны. Так, 6 июня 2013 года в Эль-Камышлы сирийскими спецслужбами был арестован и оправлен в тюрьму член исполкома партии — Рубель Габриэль Баго. В августе того же года силовиками был арестован Саит Малки Косар — отец главы «Суторо», Иогана Косара, одновременно являвшийся его заместителем. Его арестовали прямо в аэропорту Эль-Камышлы сразу по прилёте из Швейцарии, где у него имелось второе гражданство. Позднее он был переведен в тюрьму неподалеку от Дамаска, после чего связь с ним была потеряна. Официально ему так и не было предъявлено никаких обвинений, информации о начале судебного процесса над Косаром или его освобождении не поступало. По состоянию на февраль 2014 года об арестованных членах партии ничего не известно.
По слухам, Косар умер в тюрьме при невыясненных обстоятельствах. По утверждениям сирийских властей в день своего ареста он умер от сердечного приступа, находясь в Дамаске. По их утверждениям, смерть наступила между 22:00 и 22:25 по местному времени, однако на тот момент его самолёт даже не успел приземлиться в Эль-Камышлы, что делает ставит под сомнение официальную версию его гибели. Несмотря на многочисленные просьбы, тело покойного так и не было передано членам его семьи. Однако родственникам, все-таки удалось разыскать врачей из Дамаска, которые подписывали свидетельство о смерти. Они рассказали им, что как и в случае с Косаром, силовики часто заставляют их подписывать такие свидетельства, не позволяя им осматривать тела покойных. Друзья, близкие и коллеги до сих пор надеются, что Косар может быть ещё жив и считают, что власти намеренно скрывают от общественности факты его пыток в заключении.